# Донгарра, Джек
Джек Донгарра (род. 18 июля 1950, Чикаго, Иллинойс) — американский учёный, математик, специалист в области информатики. Профессор кафедры электротехники и информатики в Университете Теннесси, директор-основатель Инновационной вычислительной лаборатории в Университете Теннесси, заслуженный научный сотрудник отдела информатики и математики в Ок-Риджской национальной лаборатории. Лауреат премии Тьюринга (2021).

## Биография
Степень бакалавра математики получил в Чикагском государственном университете в 1972 году, степень магистра информатики — в Иллинойсском технологическом институте в 1973 году. В 1980 году получил степень доктора философии по прикладной математике в Университете Нью-Мексико под руководством Клива Моулера.
В 2004 году был удостоен премии IEEE Sid Fernbach Award за вклад в применение высокопроизводительных компьютеров с использованием инновационных подходов. В 2008 году он был удостоен первой медали IEEE за выдающиеся достижения в области масштабируемых вычислений. В 2010 году Донгарра стал первым лауреатом премии SIAM Activity Group on Supercomputing Career Prize. В 2011 году он был удостоен премии IEEE Computer Society Charles Babbage Award. В 2013 году удостоен премии ACM/IEEE Ken Kennedy Award за лидерство в разработке и продвижении стандартов математического программного обеспечения, используемого для решения численных задач, характерных для высокопроизводительных вычислений. В 2019 году получил премию SIAM/ACM в области вычислительной техники. В 2020 году он получил премию IEEE Computer Pioneer Award за лидерство в области высокопроизводительного математического программного обеспечения.
Действительный член Американской ассоциации содействия развитию науки (AAAS), Ассоциации вычислительной техники (ACM), Общества промышленной и прикладной математики (SIAM) и Института инженеров электротехники и электроники (IEEE), иностранный член Российской академии наук и Королевского общества (ForMemRS). В 2001 году был избран членом Национальной инженерной академии США за вклад в численное программное обеспечение, параллельные и распределённые вычисления и среды решения проблем.
В 2021 году стал лауреатом премии Тьюринга за новаторские концепции и методы, которые привели к изменениям в мире вычислений. Считается, что его алгоритмы и программное обеспечение способствовали росту высокопроизводительных вычислений и оказали значительное влияние на многие области вычислительной науки от искусственного интеллекта до компьютерной графики.